# Alfréd Malina
Alfréd Malina (23. března 1938 – listopad 2018) byl český fotbalista, obránce.

## Fotbalová kariéra
V československé lize hrál za Duklu Praha, Duklu Pardubice a TJ Sklo Union Teplice. Nastoupil v 96 ligových utkáních. Za Teplice nastoupil v 89 ligových a 136 druholigových utkáních a dal 5 druholigových gólů. V lednu 1968 přestoupil do Litvínova. S Duklou získal v roce 1958 mistrovský titul. Za dorosteneckou reprezentaci nastoupil v 6 utkáních, za juniorskou reprezentaci ve 2 utkáních a za reprezentační B-tým nastoupil v 1 utkání.

## Ligová bilance
| Ročník                                   | Zápasy | Góly | Klub                  |
| ---------------------------------------- | ------ | ---- | --------------------- |
| 1. československá fotbalová liga 1957/58 | 1      | 0    | Dukla Praha           |
| 1. československá fotbalová liga 1959/60 | 6      | 0    | Dukla Pardubice       |
| 1. československá fotbalová liga 1964/65 | 26     | 0    | Slovan Teplice        |
| 1. československá fotbalová liga 1965/66 | 25     | 0    | TJ Sklo Union Teplice |
| 1. československá fotbalová liga 1966/67 | 26     | 0    | TJ Sklo Union Teplice |
| 1. československá fotbalová liga 1967/68 | 12     | 0    | TJ Sklo Union Teplice |
| CELKEM                                   | 96     | 0    |                       |